# Valdelaume
Valdelaume ist eine französische Gemeinde mit 814 Einwohnern (Stand: 1. Januar 2022) im Département Deux-Sèvres in der Region Nouvelle-Aquitaine. Sie gehört zum Arrondissement Niort und zum Kanton Melle.
Sie entstand als Commune nouvelle mit Wirkung vom 1. Januar 2019 durch die Zusammenlegung der bisherigen Gemeinden Hanc, Ardilleux, Bouin und Pioussay, denen in der neuen Gemeinde den Status einer Commune déléguée nicht zuerkannt wurde. Der Verwaltungssitz befindet sich im Ort Hanc.

## Gliederung
| Ortsteil                 | ehemaliger INSEE-Code | Fläche (km²) | Einwohnerzahl (2016) |
| ------------------------ | --------------------- | ------------ | -------------------- |
| Ardilleux                | 79011                 | 10,35        | 179                  |
| Bouin                    | 79045                 | 08,33        | 132                  |
| Hanc (Verwaltungssitz)00 | 79140                 | 18,12        | 258                  |
| Pioussay                 | 79211                 | 13,77        | 297                  |

## Geographie
Die Gemeinde liegt rund 45 Kilometer südöstlich von Niort. Im Gemeindegebiet entspringt der Fluss Aume, ein Nebenfluss der Charente.
Nachbargemeinden sind: Melleran im Norden, Lorigné im Nordosten, La Forêt-de-Tessé im Osten, Theil-Rabier im Südosten, Paizay-Naudouin-Embourie im Süden, Loubillé im Südwesten, Loubigné im Westen, sowie Chef-Boutonne und Alloinay im Nordwesten.